# Elecciones generales de Guatemala de 2003
El domingo 9 de noviembre de 2003 hubo elecciones generales en Guatemala para elegir al nuevo presidente, y vicepresidente de la república, así como a 158 diputados del Congreso y 331 alcaldes municipales.
El partido oficial, Frente Republicano Guatemalteco (FRG), nominó al exgobernante militar Efraín Ríos Montt como su candidato para la presidencia. La prohibición constitucional para líderes de golpes de Estado de participar en elecciones (Ríos Montt en 1982-83) llevó a un conflicto político en el país, culminando en el asedio de Guatemala el 24 de julio de 2003, un día conocido como "Jueves negro".
En la primera vuelta de votación, Ríos Montt quedó en tercer lugar detrás de Óscar Berger y de Álvaro Colom, el candidato de la izquierda. Al no obtener ninguno de los candidatos presidenciales más del 50% de los votos se realizó una segunda vuelta el domingo 28 de diciembre de 2003, la que fue ganada por Óscar Berger, el exalcalde de la Ciudad de Guatemala.

## Candidatos Presidenciales

### Partidos que sí participaron en la primera y segunda vuelta
Esta tabla muestra cómo quedaba la papeleta de 2003 y sus candidatos:
| Partido/Coalición | Partido/Coalición                                                                        | Candidato presidencial           | Candidato vicepresidencial        |
| ----------------- | ---------------------------------------------------------------------------------------- | -------------------------------- | --------------------------------- |
|                   | Unidad Revolucionaria Nacional Guatemalteca                                              | Rodrigo Asturias Amado           | Pablo Ignacio Ceto Sánchez        |
|                   | Partido de Avanzada Nacional                                                             | Leonel Eliseo López Rodas        | Rubén Alfonso Ramirez Enriquez    |
|                   | Frente Republicano Guatemalteco                                                          | José Efraín Ríos Montt           | Edin Raymundo Barrientos          |
|                   | Democracia Cristiana Guatemalteca                                                        | Jacobo Árbenz Vilanova           | Mario Rolando Castro              |
|                   | Partido Unionista                                                                        | Fritz García-Gallont             | Héctor Adolfo Cifuentes Mendoza   |
|                   | Partido DIA                                                                              | José Eduardo Suger Cofiño        | Gladys Maritza Ruiz de Vielman    |
|                   | Movimiento Social y Político Cambio Nacional                                             | Manuel Eduardo Conde Orellana    | Herbet Estuardo Menesés Coronado  |
|                   | Unidad Nacional de la Esperanza                                                          | Álvaro Colom Caballeros          | Fernando Andrade Diaz-Durán       |
|                   | Democracia Social Participativa                                                          | José Ángel Lee Duarte            | Américo Wotzbelli Cifuentes Rivas |
|                   | Unión Nacional                                                                           | Francisco Arredondo Mendoza      | Jorge Francisco Cannale Nanne     |
|                   | Partido Patriota Movimiento Reformador Partido Solidaridad NacionalGran Alianza Nacional | Óscar José Rafael Berger Perdomo | Eduardo Stein Barillas            |

#### Partidos que solo participaron en elecciones al Congreso,Parlacen y municipales
| Partido/Coalición | Partido/Coalición              | Motivos |
| ----------------- | ------------------------------ | --- |
|                   | Unión Democrática              | Participaría por la presidencia por la coalición Unidos por el Bien de Guatemala con la Unión Nacional y el Movimiento Principios y Valores (UD-UN-MPV). |
|                   | Alianza Nueva Nación           | Participaría por otra coalición denominada Alianza por el Bien de Guatemala, con el Centro de Acción Social y el Partido Transparecia (ANN-CASA-PT) al intentar postular al ex-dirigente indígena y Alcalde de Quetzaltenango Rigobertó Quemé a la presidencia pero el decidió renunciar. |
|                   | Partido Transparencia          | Participaría por la coalición denominada Revolución Ciudadana. |
|                   | Partido Libertador Progresista | Participó solo en elecciones de diputados por distrito y municipales |

##### Encuestas
Encuestas de la primera y segunda vuelta realizadas por Vox Latina desde mayo a noviembre de 2003.
| Encuestadora | Fecha                   | M. | Árbenz V. DCG | Asturias URNG         | Berger PP–MR–PSN | Colom UNE | García-G. Unionista | López PAN | Ríos M. FRG | Suger DIA | O. | N. |     |      |     |     |      |
| ------------ | ----------------------- | -- | ------------- | --------------------- | ---------------- | --------- | ------------------- | --------- | ----------- | --------- | -- | -- | --- | ---- | --- | --- | ---- |
| Encuestadora | Fecha                   | M. | Vox Latina    | 29 oct. – 3 nov. 2003 | —                | 1.6       | 1.6                 | 30.9      | 27.4        | 2.4       | O. | N. | 5.3 | 11.4 | 1.5 | 1.3 | 16.7 |
| Vox Latina   | 21 de octubre de 2003   | —  | —             | —                     | 37.2             | 21.3      | —                   | 6.3       | 11.5        | —         | —  | —  |     |      |     |     |      |
| Vox Latina   | 9 de septiembre de 2003 | —  | —             | —                     | 37.8             | 18.2      | —                   | 4.6       | 11.4        | —         | —  | —  |     |      |     |     |      |
| Vox Latina   | 12 de agosto de 2003    | —  | —             | —                     | 44.4             | 17.1      | —                   | 4.1       | 3.3         | —         | —  | —  |     |      |     |     |      |
| Vox Latina   | 2 de julio de 2003      | —  | —             | —                     | 39.6             | 13.1      | —                   | —         | 7.9         | —         | —  | —  |     |      |     |     |      |
| Vox Latina   | 27 de mayo de 2003      | —  | —             | —                     | 39.4             | 9.4       | —                   | —         | 3.8         | —         | —  | —  |     |      |     |     |      |

## Elecciones presidenciales
Ninguno de los candidatos ganó una mayoría absoluta en la primera vuelta de las elecciones presidenciales. Los candidatos que obtuvieron mayor número de votos -siendo Óscar Berger de la Gran Alianza Nacional (GANA) y Álvaro Colom del partido Unidad Nacional de la Esperanza (UNE)- pasaron a la segunda vuelta que se realizó el domingo 28 de diciembre de 2003. El primero de ellos, Óscar Berger fue el que resultó vencedor en la segunda ronda con el 54.1% de los votos.
|  | 34.32 % |

|  | 54.13 % |

|  | 26.36 % |

|  | 45.87 % |

|  | 19.31 % |

|  | 8.35 % |

|  | 3.02 % |

|  | 2.58 % |

|  | 2.23 % |

|  | 1.57 % |

|  | 1.40 % |

|  | 0.45 % |

|  | 0.40 % |

|  | 91.37 % |

|  | 96.15 % |

|  | 8.63 % |

|  | 3.85 % |

|  | 100.00 % |

|  | 100.00 % |

### Resultados por departamento en la Primera Vuelta
| Candidato | Candidato            | Distrito Central | Guatemala | Sacatepéquez | Chimaltenango | El Progreso | Escuintla |
| --------- | -------------------- | ---------------- | --------- | ------------ | ------------- | ----------- | --------- |
|           | Óscar Berger         | 225,528          | 151,238   | 19,382       | 24,917        | 12,684      | 32,572    |
|           | Álvaro Colom         | 99,828           | 105,244   | 26,000       | 34,620        | 11,588      | 42,255    |
|           | Efraín Ríos Montt    | 39,005           | 43,337    | 11,573       | 20,787        | 9,638       | 29,768    |
|           | Leonel López Rodas   | 16,127           | 27,000    | 6,032        | 10,516        | 5,342       | 8,644     |
|           | Fritz García-Gallont | 9,055            | 10,269    | 1,486        | 2,465         | 1,862       | 3,346     |
|           | Rodrigo Asturias     | 3,511            | 3,038     | 525          | 2,702         | 93          | 699       |
|           | Eduardo Suger        | 14,775           | 9,893     | 3,169        | 349           | 1,619       | 551       |
|           | Jacobo Árbenz        | 1,914            | 1,967     | 671          | 2,160         | 366         | 1,076     |
|           | José Ángel Lee       | 1,119            | 927       | 191          | 317           | 71          | 1,952     |
|           | Francisco Arredondo  | 2,068            | 1,560     | 261          | 458           | 151         | 420       |
|           | Manuel Conde         | 1,283            | 1,059     | 482          | 440           | 90          | 1,212     |
|           | Votos validos        | 414,213          | 355,532   | 69,772       | 102,445       | 42,234      | 127,193   |

| Candidato | Candidato            | Santa Rosa | Sololá | Totonicapán | Quetzaltenango | Suchitepéquez |
| --------- | -------------------- | ---------- | ------ | ----------- | -------------- | ------------- |
|           | Óscar Berger         | 24,859     | 17,769 | 11,431      | 48,341         | 24,728        |
|           | Álvaro Colom         | 26,169     | 22,351 | 23,765      | 51,458         | 24,005        |
|           | Efraín Ríos Montt    | 14,803     | 18,066 | 14,209      | 19,192         | 21,831        |
|           | Leonel López Rodas   | 8,888      | 7,071  | 6,408       | 12,850         | 8,309         |
|           | Fritz García-Gallont | 1,977      | 2,620  | 1,472       | 5,073          | 2,159         |
|           | Rodrigo Asturias     | 699        | 5,511  | 1,511       | 6,247          | 1,807         |
|           | Eduardo Suger        | 551        | 1,166  | 1,629       | 2,779          | 2,560         |
|           | Jacobo Árbenz        | 1,351      | 1,386  | 1,215       | 2,248          | 2,050         |
|           | José Ángel Lee       | 303        | 397    | 855         | 2,133          | 10,173        |
|           | Francisco Arredondo  | 576        | 276    | 486         | 651            | 286           |
|           | Manuel Conde         | 230        | 282    | 270         | 398            | 320           |
|           | Votos válidos        | 80,406     | 76,895 | 63,259      | 151,370        | 98,228        |

| Candidato | Candidato            | Retalhuleu | San Marcos | Huehuetenango | Quiché  | Baja Verapaz |
| --------- | -------------------- | ---------- | ---------- | ------------- | ------- | ------------ |
|           | Óscar Berger         | 16,466     | 33,614     | 32,435        | 29,960  | 14,723       |
|           | Álvaro Colom         | 16,454     | 38,398     | 36,522        | 23,050  | 8,016        |
|           | Efraín Ríos Montt    | 12,367     | 32,697     | 44,665        | 55,146  | 13,261       |
|           | Leonel López Rodas   | 6,704      | 16,097     | 19,470        | 5,033   | 7,056        |
|           | Fritz García-Gallont | 1,454      | 7,882      | 6,070         | 4,217   | 1,798        |
|           | Rodrigo Asturias     | 1,706      | 8,539      | 10,723        | 8,218   | 661          |
|           | Eduardo Suger        | 1,134      | 2,210      | 3,000         | 1,491   | 1,178        |
|           | Jacobo Árbenz        | 555        | 6,772      | 3,701         | 3,313   | 565          |
|           | José Ángel Lee       | 4,280      | 742        | 1,864         | 3,207   | 135          |
|           | Francisco Arredondo  | 195        | 549        | 803           | 325     | 182          |
|           | Manuel Conde         | 383        | 551        | 660           | 369     | 130          |
|           | Votos válidos        | 61,698     | 148,051    | 159,913       | 134,329 | 47,705       |

| Candidato | Candidato            | Alta Verapaz | Petén  | Izabal | Zacapa | Chiquimula |
| --------- | -------------------- | ------------ | ------ | ------ | ------ | ---------- |
|           | Óscar Berger         | 42,879       | 20,180 | 20,680 | 23,610 | 36,096     |
|           | Álvaro Colom         | 21,.511      | 21,305 | 20,451 | 13,384 | 10,898     |
|           | Efraín Ríos Montt    | 23,664       | 10,700 | 10,116 | 11,919 | 23,417     |
|           | Leonel López Rodas   | 15,168       | 5,746  | 4,095  | 4,324  | 6,980      |
|           | Fritz García-Gallont | 6,306        | 1,754  | 1,781  | 1,083  | 1,133      |
|           | Rodrigo Asturias     | 6,333        | 809    | 1,328  | 97     | 203        |
|           | Eduardo Suger        | 2,574        | 2,805  | 513    | 1,463  | 492        |
|           | Jacobo Árbenz        | 3,077        | 752    | 555    | 555    | 1,035      |
|           | José Ángel Lee       | 3,399        | 1,531  | 2,346  | 84     | 122        |
|           | Francisco Arredondo  | 543          | 204    | 594    | 184    | 222        |
|           | Manuel Conde         | 765          | 197    | 313    | 823    | 268        |
|           | Votos Válidos        | 126,219      | 66,083 | 64,564 | 57,526 | 80,866     |

| Candidato | Candidato            | Jalapa | Jutiapa |
| --------- | -------------------- | ------ | ------- |
|           | Óscar Berger         | 24,105 | 33,019  |
|           | Álvaro Colom         | 12,689 | 17,674  |
|           | Efraín Ríos Montt    | 16,305 | 21,998  |
|           | Leonel López Rodas   | 4,112  | 12,207  |
|           | Fritz García-Gallont | 1,749  | 3,976   |
|           | Rodrigo Asturias     | 191    | 512     |
|           | Eduardo Suger        | 523    | 840     |
|           | Jacobo Árbenz        | 596    | 2,533   |
|           | José Ángel Lee       | 178    | 1,180   |
|           | Francisco Arredondo  | 471    | 515     |
|           | Manuel Conde         | 136    | 169     |
|           | Votos Válidos        | 61,055 | 94,623  |

#### Resultados Por departamento en la segunda vuelta
| Departamento     | PP-MR-PSN | UNE     | Total Votos |
| ---------------- | --------- | ------- | ----------- |
| Departamento     |           |         | Total Votos |
| Distrito Central | 263,609   | 114,575 | 378,184     |
| Guatemala        | 183,743   | 132,741 | 316,484     |
| Sacatepéquez     | 26,192    | 29,519  | 55,711      |
| Chimaltenango    | 38,642    | 49,272  | 87,914      |
| El Progreso      | 17,904    | 17,478  | 35,382      |
| Escuintla        | 48,847    | 69,678  | 118,525     |
| Santa Rosa       | 31,348    | 32,493  | 63,841      |
| Sololá           | 28,246    | 29,532  | 57,778      |
| Totonicapán      | 20,124    | 24,033  | 44,157      |
| Quetzaltenango   | 62,713    | 62,149  | 94,862      |
| Suchitepequez    | 42,332    | 47,786  | 90,118      |
| Retalhuleu       | 24,232    | 28,509  | 52,741      |
| San Marcos       | 49,242    | 64,758  | 114,000     |
| Huehuetenango    | 51,916    | 60,771  | 112,687     |
| Quiché           | 43,210    | 55,021  | 98,231      |
| Baja Verapaz     | 23,703    | 15,191  | 38,894      |
| Alta Verapaz     | 76,018    | 43,422  | 119,440     |
| Petén            | 23,666    | 34,120  | 57,786      |
| Izabal           | 27,493    | 30,171  | 57,664      |
| Zacapa           | 30,730    | 20,964  | 51,694      |
| Chiquimula       | 45,447    | 25,748  | 70,906      |
| Jalapa           | 31,204    | 25,459  | 56,663      |
| Jutiapa          | 44,658    | 33,354  | 78,012      |

## Elecciones legislativas

### Candidaturas por Listado Nacional
| Partidos | Partidos                                     | Primera Casilla En Listado Nacional |
| -------- | -------------------------------------------- | ----------------------------------- |
|          | Gran Alianza Nacional (PP - MR - PSN)        | Otto Fernando Pérez Molina          |
|          | Frente Republicano Guatemalteco              | Zury Ríos Montt                     |
|          | Unidad Nacional de la Esperanza              | Rafael Eduardo Barrios Flores       |
|          | Partido de Avanzada Nacional                 | Rubén Darío Morales Véliz           |
|          | Partido Unionista                            | Marco Antonio Solares Pérez         |
|          | Alianza Nueva Nación                         | Pablo Monsanto                      |
|          | Unidad Revolucionaria Nacional Guatemalteca  | Alba Estela Maldonado Guevara       |
|          | Unión Democrática                            | Osvaldo Reyna Alvarado              |
|          | Partido DIA                                  | Jorge Luis Ortega Torres            |
|          | Democracia Cristiana Guatemalteca            | Marco Vinicio Cerezo Arévalo        |
|          | Transparencia                                | Jorge Antonio García Mancilla       |
|          | Democracia Social Participativa              | Fernando Arnoldo Zea Acuña          |
|          | Unión Nacional                               | Héctor Humberto Paredes Pensamiento |
|          | Movimiento Social Y Político Cambio Nacional | Germán Enrique Acevedo Orellana     |

#### Resultados legislativos
Las elecciones legislativas para 158 escaños de diputados al Congreso Fueron Ganadas por la Gran Alianza Nacional con 47 diputados. Resultado insuficiente para una mayoría parlamentaria absoluta los resultados fueron los siguientes:
|  | 24.30 % |

|  | 19.80 % |

|  | 19.69 % |

|  | 20.15 % |

|  | 17.92 % |

|  | 16.36 % |

|  | 10.91 % |

|  | 11.46 % |

|  | 6.19 % |

|  | 6.31 % |

|  | 4.85 % |

|  | 5.50 % |

|  | 4.20 % |

|  | 4.04 % |

|  | 3.23 % |

|  | 3.31 % |

|  | 2.95 % |

|  | 2.60 % |

|  | 2.19 % |

|  | 2.25 % |

|  | 1.11 % |

|  | 1.16 % |

|  | 1.09 % |

|  | 0.94 % |

|  | 0.71 % |

|  | 0.71 % |

|  | 0.68 % |

|  | 0.56 % |

|  | 2.52 % |

|  | 0.50 % |

|  | 0.50 % |

|  | 4C2882 |

|  | 0.35 % |

|  | 0.22 % |

|  | 0.11 % |

|  | 0.11 % |

|  | 0.05 % |

|  | 86.91 % |

|  | 88.34 % |

|  | 13.09 % |

|  | 11.66 % |

|  | 100.00 % |

|  | 100.00 % |

## Elecciones municipales
En noviembre también se llevaron las elecciones municipales a los 331 Municipios de Guatemala. El Frente Republicano Guatemalteco ganó el Mayor número de alcaldías de los 331 Municipios seguido de la Gran Alianza Nacional con 76, la Unidad Nacional de la Esperanza con 38, el Partido de Avanzada Nacional con 34 y los comités cívicos con 27.
|  | 36.85 % |

|  | 19.65 % |

|  | 11.50 % |

|  | 10.27 % |

|  | 8.15 % |

|  | 2.71 % |

|  | 2.70 % |

|  | 2.11 % |

|  | 1.51 % |

|  | 1.26 % |

|  | 0.90 % |

|  | 0.50 % |

|  | 1.51 % |

|  | 0.30 % |

|  | 0.30 % |

|  | 0.30 % |

|  | 100.00 % |

### Alcaldes electos por partido y por departamento
| Guatemala      | Guatemala                                   | Guatemala |
| Partido        | Partido                                     | Alcaldes  |
| -------------- | ------------------------------------------- | --------- |
|                | Gran Alianza Nacional                       | 7/17      |
|                | Partido Unionista                           | 3/17      |
|                | Unidad Nacional de la Esperanza             | 2/17      |
|                | Frente Republicano Guatemalteco             | 2/17      |
|                | Partido de Avanzada Nacional                | 2/17      |
| Sacatepéquez   |                                             |           |
|                | Frente Republicano Guatemalteco             | 6/16      |
|                | Unidad Nacional de la Esperanza             | 5/16      |
|                | DIA                                         | 2/16      |
|                | Comités Cívicos Electorales                 | 2/16      |
|                | Partido de Avanzada Nacional                | 1/16      |
| Chimaltenango  |                                             |           |
|                | Frente Republicano Guatemalteco             | 5/16      |
|                | Gran Alianza Nacional                       | 4/16      |
|                | Unidad Nacional de la Esperanza             | 3/16      |
|                | Partido de Avanzada Nacional                | 2/16      |
|                | Comités Cívicos Electorales                 | 2/16      |
| El Progreso    |                                             |           |
|                | Gran Alianza Nacional                       | 2/8       |
|                | Comités Cívicos Electorales                 | 2/8       |
|                | Unidad Nacional de la Esperanza             | 2/8       |
|                | Frente Republicano Guatemalteco             | 2/8       |
| Escuintla      |                                             |           |
|                | Frente Republicano Guatemalteco             | 7/13      |
|                | Gran Alianza Nacional                       | 2/13      |
|                | Unidad Revolucionaria Nacional Guatemalteca | 1/13      |
|                | Unidad Nacional de la Esperanza             | 1/13      |
|                | Comités Cívicos Electorales                 | 1/13      |
| Sololá         |                                             |           |
|                | Frente Republicano Guatemalteco             | 4/19      |
|                | Comités Cívicos Electorales                 | 4/19      |
|                | Gran Alianza Nacional                       | 3/19      |
|                | Unidad Nacional de la Esperanza             | 2/19      |
|                | Partido de Avanzada Nacional                | 2/19      |
|                | Democracia Cristiana Guatemalteca           | 1/19      |
|                | Partido Unionista                           | 1/19      |
|                | Alianza Nueva Nación                        | 1/19      |
|                | Transparencia                               | 1/19      |
| Totonicapán    |                                             |           |
|                | Frente Republicano Guatemalteco             | 5/8       |
|                | Unidad Nacional de la Esperanza             | 2/8       |
|                | Comités Cívicos Electorales                 | 1/8       |
| Quetzaltenango |                                             |           |
|                | Frente Republicano Guatemalteco             | 7/24      |
|                | Gran Alianza Nacional                       | 3/24      |
|                | Partido de Avanzada Nacional                | 3/24      |
|                | Partido Unionista                           | 3/24      |
|                | Unidad Nacional de la Esperanza             | 2/24      |
|                | Comités Cívicos Electorales                 | 2/24      |
|                | Democracia Cristiana Guatemalteca           | 1/24      |
|                | Unión Democrática                           | 1/24      |
| Suchitepéquez  |                                             |           |
|                | Frente Republicano Guatemalteco             | 7/20      |
|                | Partido de Avanzada Nacional                | 5/20      |
|                | Gran Alianza Nacional                       | 3/20      |
|                | Unidad Nacional de la Esperanza             | 2/20      |
|                | Comités Cívicos Electorales                 | 2/20      |
|                | DIA                                         | 1/20      |
| Retalhuleu     |                                             |           |
|                | Gran Alianza Nacional                       | 3/9       |
|                | Frente Republicano Guatemalteco             | 3/9       |
|                | Partido de Avanzada Nacional                | 2/9       |
|                | Unidad Nacional de la Esperanza             | 1/9       |
| San Marcos     |                                             |           |
|                | Frente Republicano Guatemalteco             | 9/29      |
|                | Gran Alianza Nacional                       | 6/29      |
|                | Unidad Nacional de la Esperanza             | 4/29      |
|                | Partido de Avanzada Nacional                | 3/29      |
|                | Democracia Cristiana Guatemalteca           | 3/29      |
|                | Partido Unionista                           | 2/29      |
|                | Unión Democrática                           | 1/29      |
|                | Unidad Revolucionaria Nacional Guatemalteca | 1/29      |
| Huehuetenango  |                                             |           |
|                | Frente Republicano Guatemalteco             | 11/31     |
|                | Partido de Avanzada Nacional                | 5/31      |
|                | Unidad Revolucionaria Nacional Guatemalteca | 4/31      |
|                | Gran Alianza Nacional                       | 3/31      |
|                | Unión Democrática                           | 3/31      |
|                | Partido Unionista                           | 2/31      |
| Quiché         |                                             |           |
|                | Frente Republicano Guatemalteco             | 15/21     |
|                | Gran Alianza Nacional                       | 3/21      |
|                | Unidad Revolucionaria Nacional Guatemalteca | 2/21      |
|                | Unidad Nacional de la Esperanza             | 1/21      |
| Baja Verapaz   |                                             |           |
|                | Gran Alianza Nacional                       | 3/8       |
|                | Frente Republicano Guatemalteco             | 3/8       |
|                | Partido de Avanzada Nacional                | 1/8       |
|                | Comités Cívicos Electorales                 | 1/8       |
| Alta Verapaz   |                                             |           |
|                | Gran Alianza Nacional                       | 6/16      |
|                | Frente Republicano Guatemalteco             | 6/16      |
|                | Partido de Avanzada Nacional                | 3/16      |
|                | Democracia Cristiana Guatemalteca           | 1/16      |
|                | Comités Cívicos Electorales                 | 1/16      |
| Petén          |                                             |           |
|                | Gran Alianza Nacional                       | 6/12      |
|                | Unidad Nacional de la Esperanza             | 2/12      |
|                | Frente Republicano Guatemalteco             | 2/12      |
|                | DIA                                         | 1/12      |
|                | Comités Cívicos Electorales                 | 1/12      |
| Izabal         |                                             |           |
|                | Gran Alianza Nacional                       | 2/5       |
|                | Frente Republicano Guatemalteco             | 1/5       |
|                | Partido de Avanzada Nacional                | 1/5       |
|                | Democracia Cristiana Guatemalteca           | 1/5       |
| Zacapa         |                                             |           |
|                | Gran Alianza Nacional                       | 7/10      |
|                | Frente Republicano Guatemalteco             | 2/10      |
|                | Comités Cívicos Electorales                 | 1/10      |
| Chiquimula     |                                             |           |
|                | Gran Alianza Nacional                       | 5/11      |
|                | Frente Republicano Guatemalteco             | 5/11      |
| Jalapa         |                                             |           |
|                | Frente Republicano Guatemalteco             | 5/7       |
|                | Gran Alianza Nacional (MR-PSN)              | 1/7       |
|                | Unidad Nacional de la Esperanza             | 1/7       |
| Jutiapa        |                                             |           |
|                | Frente Republicano Guatemalteco             | 7/17      |
|                | Gran Alianza Nacional                       | 5/17      |
|                | Comités Cívicos Electorales                 | 2/17      |
|                | Unidad Nacional de la Esperanza             | 1/17      |
|                | Partido de Avanzada Nacional                | 1/17      |

## Elecciones al Parlamento Centroamericano
También se llevaron a cabo las elecciones al Parlacen donde se eligieron 20 escaños. La Gran Alianza Nacional logró 6 diputados .
| Partidos                                    | Partidos                                    | Votos     | Escaños Electos | +/-         |
| ------------------------------------------- | ------------------------------------------- | --------- | --------------- | ----------- |
|                                             | Gran Alianza Nacional                       | 620,862   | 6/20            | Nuevo       |
|                                             | Frente Republicano Guatemalteco             | 489,870   | 5/20            | 5           |
|                                             | Unidad Nacional de la Esperanza             | 445,925   | 5/20            | Nuevo       |
|                                             | Partido de Avanzada Nacional                | 266,117   | 2/20            | 5           |
|                                             | Partido Unionista                           | 143,530   | 1/20            | Nuevo       |
|                                             | Unidad Revolucionaria Nacional Guatemalteca | 106,429   | 1/20            | 1           |
|                                             | Democracia Cristiana Guatemalteca           | 76,667    | 0/20            | Sin cambios |
|                                             | DIA                                         | 73,794    | 0/20            | 1           |
|                                             | Alianza Nueva Nación                        | 72,386    | 0/20            | Sin cambios |
|                                             | Unión Democrática                           | 52,840    | 0/20            | Sin cambios |
|                                             | Democracia Social Participativa             | 31,615    | 0/20            | Sin cambios |
|                                             | Partido Transparencia                       | 25,768    | 0/20            | Sin cambios |
| Movimiento Social y Polítco Cambio Nacional | 21,613                                      | 0/20      | Sin cambios     |             |
| Total de escaños                            | Total de escaños                            | 2,427,416 | 20/20           | 12          |